# Paul-Édouard Dreux
Pour les articles homonymes, voir Dreux (homonymie).
Paul-Édouard Dreux, né à Paris le 5 octobre 1855 où il est mort le 8 juin 1947, est un sculpteur et graveur en médailles français.

## Biographie
Paul-Édouard Dreux naît le 5 octobre 1855 dans l'ancien 4e arrondissement de Paris du mariage de Charles Édouard Dreux, bijoutier, et de Victorine Sautereau. 
Statuaire animalier, en particulier de chiens, sociétaire du Salon des artistes français, il y obtient une mention honorable en 1924 et expose aussi au Salon d'hiver. Ses œuvres sont conservées à la Manufacture nationale de Sèvres où il travaillait, et au Musée des arts décoratifs.